# اریک هنسن (قایقران کانو)
اریک هنسن (دانمارکی: Erik Hansen؛ ۱۵ نوامبر ۱۹۳۹ – ۳۰ سپتامبر ۲۰۱۴) قایقران کانو اهل دانمارک بود.
وی در مسابقات کشوری و بین‌المللی در مجموع برندهٔ ۲ مدال طلا، ۴ مدال نقره، ۲ مدال برنز شده‌است.